# Classificació DIN 16518
La classificació DIN 16518 és una de les diverses propostes existents de classificació de lletres tipogràfiques. Va ser aprovada per l'Institut Alemany de Normalització (DIN) l'agost de 1964 i és encara vigent.
Adopta i normalitza els criteris de la classificació VOX/ATypI: agrupació de les lletres segons tendències i estils típics d'una època determinada, basant-se en criteris formals: amplada de traços, presència i forma de les gràcies, eix d'inclinació, altura de la x, etc.
La classificació DIN 16518 divideix les lletres tipogràfiques en onze grans grups, l'últim dels quals també se subdivideix.

## Origen
En un intent per agrupar l'àmplia varietat de lletres tipogràfiques existents segons les seves característiques històriques i formals, el tipògraf francès Maximilien Vox (1894-1974) va proposar el 1954 la taxonomia tipogràfica que rep el seu nom: classificació VOX: en ella hi estableix nou grups: Humanístiques, Garaldes, Reials, Didones, Mecàniques, Lineals, Incisses, "Scripts" i Manuals.
El 1962, l'Associació Tipogràfica Internacional (ATypI) adopta aquest sistema sota el nom de classificació VOX/ATypI. Als nou grups originals n'hi afegeix dos més: Fractures (utilitzades principalment a Alemanya) i No llatines.
L'organisme normalitzador britànic (National Standards Body) recull la classificació Vox de nou grups i crea amb ella el seu propi estàndard: el British Standard 2961, de l'any 1967.
Per la seva banda, l'Institut d'Alemany de Normalització havia creat tres anys abans la seva pròpia norma segons el model d'11 grups de la VOX/ATypI: la classificació DIN 16518. Com a característica pròpia, la norma alemanya aprofundeix en el grup de les lletres pròpies, les Fractures, pel qual crea una subdivisió de cinc grups.
La classificació VOX/ATypI ha anat experimentant modificacions i actualment es compon de quatre grans grups (Clàssiques, Modernes, Cal·ligràfiques i No llatines) que inclouen els onze grups originals. El grup de les Lineals, donada la seva extensió i complexitat, es divideix en quatre subgrups (recollits també en la BS 2961): Grotesques, Neogrotesques, Geomètriques i Humanístiques. Finalment, al congrés de la ATypI de 2010, a Dublín, es va acordar afegir un nou grup dins de les Cal·ligràfiques: les lletres Gaèliques, d'inspiració cèltica.
La següent taula presenta les diferències entre aquestes classificacions d'arrel comuna:
| VOX (1954)       | VOX/ATypI (1962)     | DIN 19518 (1964)          | BS 2961 (1967)      |
| ---------------- | -------------------- | ------------------------- | ------------------- |
|                  | 1. Clàssiques        |                           |                     |
| 1. Humanístiques | 1.1. Humanístiques   | I. Humanístiques          | I. Humanístiques    |
| 2. Garaldes      | 1.2. Garaldes        | II. Garaldes              | II. Garaldes        |
| 3. Reials        | 1.3. Reials          | III. Reials               | III. Reials         |
|                  | 2. Modernes          |                           |                     |
| 4. Didones       | 2.1. Didones         | IV. Didones               | IV. Didones         |
| 5. Mecàniques    | 2.2. Mecàniques      | V. Mecàniques             | V. Mecàniques       |
| 6. Lineals       | 2.3. Lineals         | VI. Lineals               | VI. Lineals         |
|                  | 2.3.1. Grotesques    |                           | VI.a. Grotesques    |
|                  | 2.3.2. Neogrotesques |                           | VI.b. Neogrotesques |
|                  | 2.3.3. Geomètriques  |                           | VI.c. Geomètriques  |
|                  | 2.3.4. Humanístiques |                           | VI.d. Humanístiques |
|                  | 3. Cal·ligràfiques   |                           |                     |
| 7. Incisses      | 3.1. Incisses        | VII. Incisses             | VII. Incisses       |
| 8. Scripts       | 3.2. Scripts         | VIII. Scripts             | VIII. Scripts       |
| 9. Manuals       | 3.3. Manuals         | IX. Manuals               | IX. Manuals         |
|                  | 3.4. Fractures       | X. Fractures              |                     |
|                  |                      | X.a. Gòtiques             |                     |
|                  |                      | X.b. Gòtiques arrodonides |                     |
|                  |                      | X.c. "Schwabacher"        |                     |
|                  |                      | X.d. Fractures            |                     |
|                  |                      | X.e. Fractures variants   |                     |
|                  | 3.5. Gaèliques       |                           |                     |
|                  | 4. No llatines       | XI. No llatines           |                     |

## Terminologia
Atès que la terminologia usada per referir-se als diferents grups difereix segons la tradició tipogràfica pròpia i l'idioma emprat, coexisteixen en català noms diferents provinents de diferents idiomes que es refereixen al mateix concepte i que poden contribuir a certa confusió. La següent taula és una comparativa dels diferents termes emprats en francès, anglès, alemany (idioma original de la classificació DIN 16815) i català per designar els 11 grups de lletres tipogràfiques:
| Francès               | Anglès                   | Alemany                                     | Català                    |
| --------------------- | ------------------------ | ------------------------------------------- | ------------------------- |
| Humanes               | Humanist / Humanistic    | Venezianische Renaissance Antiqua           | Humanistes / Venecianes   |
| Garaldes              | Garald / Garaldic        | Französische Renaissance Antiqua            | Garaldes / Renaixentistes |
| Réales                | Transitional             | Barock-Antiqua / Vorklassizistische Antiqua | Reials / De transició     |
| Didones               | Didone / Didonic         | Klassizistische Antiqua                     | Didones                   |
| Mécanes / Égyptiennes | Mechanistic / Slab serif | Serifenbetonte Linear-Antiqua               | Mecàniques / Egípcies     |
| Linéales / Antiques   | Lineal / Gothic          | Serifenlose Linear-Antiqua                  | Lineales / Pal sec        |
| Incises               | Incised / Glyphic        | Antiqua Varianten                           | Incisses / Glífiques      |
| Scriptes              | Script                   | Schreibschriften                            | Scripts / Escriptes       |
| Manuaires             | Manual / Graphic         | Handschriftliche Antiqua                    | Manuals / Manuscrites     |
| Fractures             | Black Letter             | Gebrochene Schriften                        | Gòtiques / Fractures      |
| Non latines           | Non-latin                | Fremde Schriften                            | No llatines               |

## Classificació DIN 16815

### Grup I: Venezianische Renaissance Antiqua (Humanistes)
ORIGEN:

Jenson, una lletra humanista

Aquestes lletres tenen el seu origen a la segona meitat del segle xv, en impremtes venecianes com la de Nicolas Jenson. Estan basades en la cal·ligrafia humanista de l'època, i aquesta en les minúscules carolíngies impulsades per Carlemany durant l'Imperi Carolingi.
CARACTERÍSTIQUES:
a) Contrast feble i gradual entre els traços fins i gruixuts.
b) Modulació obliqua.
c) Traç transversal de la "e" minúscula oblic.
d) Ascendents de les minúscules amb gràcies obliqües.
e) L'altura de les majúscules és igual a la de les ascendents.
f) Gràcies gruixudes i inclinades.
g) Ampli espai entre caràcters.
EXEMPLES: Centaur, Jenson, Cloister, Berkeley Old Style.

### Grup II: Französische Renaissance Antiqua (Garaldes)

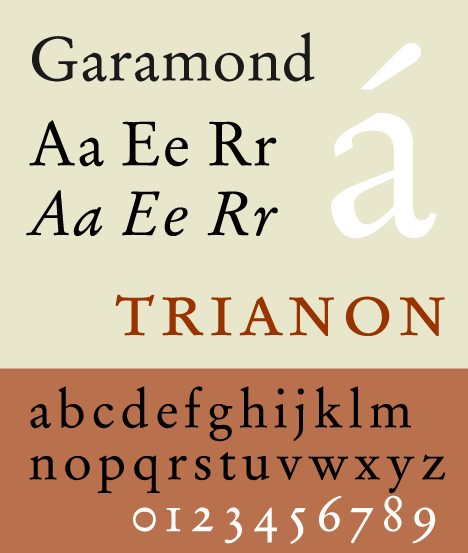
Garamond, una lletra garalda

ORIGEN: Deuen el seu nom a dos tipògrafs del segle XVI: Claude Garamond i Aldus Manutius, i el seu origen als gravats que aquest últim va encomanar fer a Francesco Griffo. La seva forma harmònica, de proporcions més fines i flexibles que el grup anterior, les fa molt recomanables per ser usades en text corregut.
CARACTERÍSTIQUES:
a) Contrast mitjà entre els traços fins i gruixuts.
b) Modulació obliqua.
c) Traç transversal de la "e" minúscula recte.
d) Ascendents de les minúscules amb gràcies obliqües.
e) La caixa alta és menor que les ascendents de la caixa baixa.
EXEMPLES: Bembo, Garamond, Palatino, Sabon.

### Grup III: Barock-Antiqua / Vorklassizistische Antiqua (Reials)

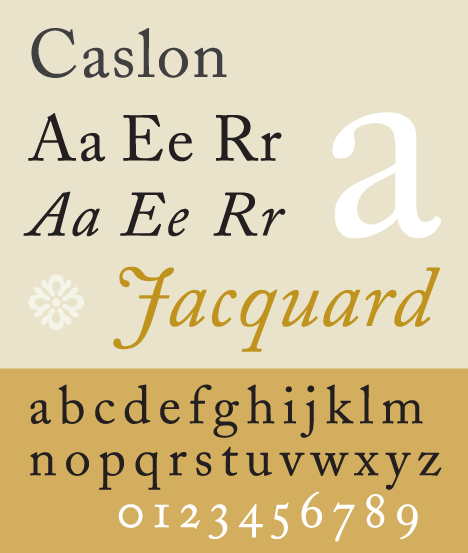
Caslon, una lletra reial

ORIGEN: Sorgeixen durant el segle xviii. Inspirades per l'esperit racional de la Il·lustració i pel desig de Luis XIV de promoure noves formes tipogràfiques: la primera lletra va ser la Roman du Roi, creada pel francès Philippe Grandjean per a la Impremta Reial el 1694. Estan a mig camí entre els grups II i IV, per la qual cosa també reben el nom de lletres de transició.
CARACTERÍSTIQUES:
a) El contrast entre traços fins i gruixuts oscil·la entre mitjà i alt.
b) Modulació vertical o gairebé vertical.
c) Les gràcies dels traços ascendents són lleugerament oblics i les dels traços inferiors són horitzontals.
d) Gràcies anguloses i enquadrades.
EXEMPLES: Baskerville, Times, Caslon.

### Grup IV: Klassizistische Antiqua (Didones)

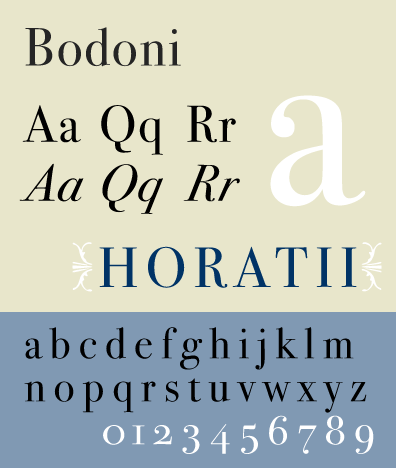
Bodoni, una lletra didona

ORIGEN: Apareixen a la fi del segle xviii després de la Revolució Francesa amb la intenció de diferenciar-se de la tipografia de l'Antic règim. El seu nom es deu a la contracció dels de dos destacats tipògrafs: Didot i Bodoni.
CARACTERÍSTIQUES:
a) Abrupte constrast entre traços fins i gruixuts.
b) Modulació vertical.
c) Les gràcies són horitzontals, primes i usualment quadrades.
EXEMPLES: Bodoni, Didot, Madison Antiqua.

### Grup V: Serifenbetonte Linear-Antiqua (Mecàniques)

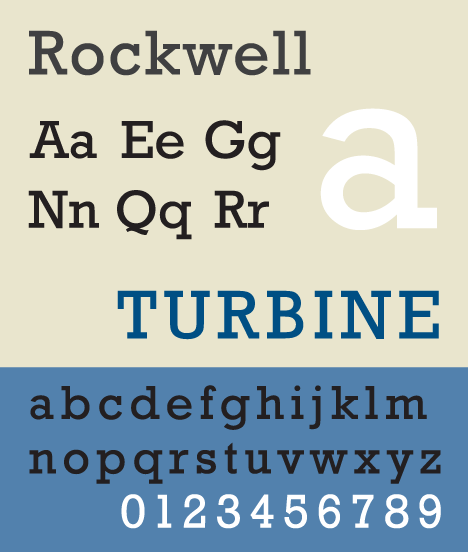
Rockwell, una lletra mecànica

ORIGEN: El seu nom evoca al seu aspecte mecànic, inspirat per la revolució industrial de començaments del segle xix. Van ser concebudes com a lletres de retolació, especialment pensades per a treballs publicitaris.
CARACTERÍSTIQUES:
a) Poc o nul contrast en el grossor dels traços.
b) Les gràcies tenen el mateix grossor que les astes i són habitualment quadrangulars.
c) Gran alçària de la "x".
d) Espaiat ample entre caràcters.
EXEMPLES: Clarendon, American Typewriter, Rockwell.

### Grup VI: Serifenlose Linear-Antiqua (Lineals)

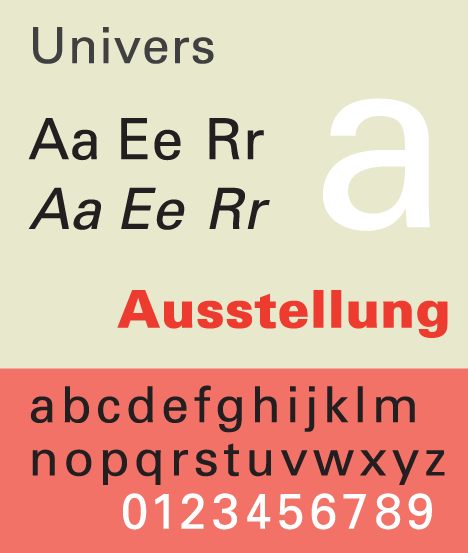
Univers, una lletra lineal

ORIGEN: Aquest grup sorgeix a principis del segle xix i engloba a totes les lletres sense gràcies. Les primeres lletres van ser creades per a treballs de retolació i publicitat, i posteriorment, les que disposaven de caixa baixa, van ser perfeccionades per adequar-se al text continu.
CARACTERÍSTIQUES:
a) Absència de gràcies.
EXEMPLES: Helvetica, Univers, Futura, Optima.

### Grup VII: Antiqua Varianten (Incisses)

Albertus, una lletra incissa

ORIGEN: Són lletres que evoquen els gravats o incisions en pedra o metall. Són fonamentalment decoratives, i algunes manquen de caixa baixa.
CARACTERÍSTIQUES:
a) Gràcies triangulars, generalment petites.
EXEMPLES: Albertus, Copperplate Gothic, Trajan.

### Grup VIII: Schreibschriften (Scripts)

Mistral, una lletra script

ORIGEN: Són lletres que imiten la cursiva escrita amb eines artesanals (burí, pinzell...).
CARACTERÍSTIQUES:
a) Els caràcters estan generalment inclinats, però és difícil establir unes característiques formals comunes.
b) Sovint, les minúscules s'enllacen.
EXEMPLES: Shelley, Mistral, Francesca.

### Grup IX: Handschriftliche Antiqua (Manuals)

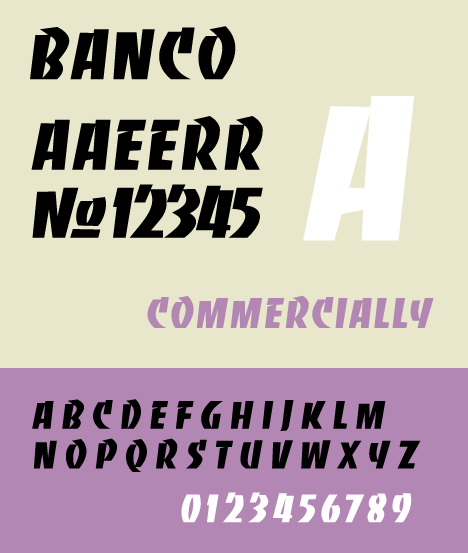
Banco, una lletra manual

ORIGEN: Imiten l'escriptura manual i suggereixen de vegades que les lletres han estat, més que escrites, pintades.
CARACTERÍSTIQUES:
- És difícil establir unes característiques formals comunes.

EXEMPLES: Banco, Dom Casual, Balloon.

### Grup X: Gebrochene Schriften (Fractures)

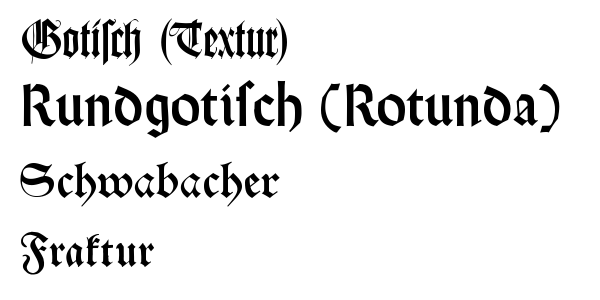
Comparativa dels subgrups de fractures

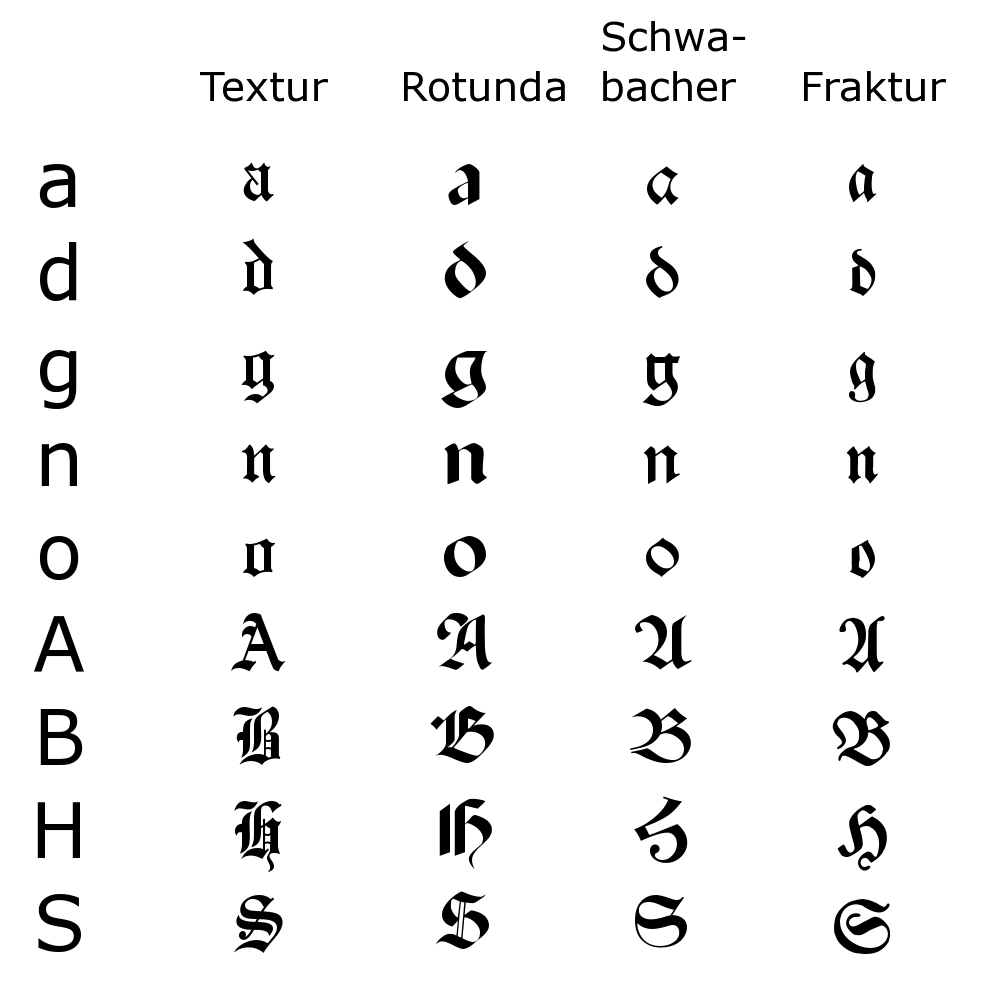
Comparativa de caràcters dels subgrups de fractures

#### X.a.: Gotisch (Gòtiques)
ORIGEN: És la lletra formal de l'Europa septentrional adaptada a mitjans del segle xv per a la impressió.
CARACTERÍSTIQUES:
- Negretes, estretes i punxegudes.
- Els traços comunament corbs són en aquestes lletres rectilinis.
- Gràcies en forma de diamant.

EXEMPLES: Caslon Gothic, Black Gothic i Wilhelm Klingspor Gothic.

#### X.b.: Rundgotisch (Gòtiques arrodonides)
ORIGEN: Són similars a les anteriors, però amb formes més suaus que les apropen a les lletres romanes.
CARACTERÍSTIQUES:
- Presenten formes més arrodonides que les lletres del grup anterior.

EXEMPLES: Tannenberg, Wallau.

#### X.c.: Schwabacher
ORIGEN: És una variant de les lletres fractures particular d'Alemanya. Té el seu origen en la bastardilla regional i es desenvolupa entorn de 1470-1480.
CARACTERÍSTIQUES:
- Més ampla i corba que les anteriors.

EXEMPLES: Renata, Alte Schwabacher.

#### X.d.: Fraktur (Fractures)
ORIGEN: És una variant que es desenvolupa cap a 1513-1522 a partir de la lletra cancelleresca que usava la cort de Maximilià de Núremberg.
CARACTERÍSTIQUES:
- Estreta i punxeguda.
- Presenta ocasionalment elements decoratius arrissats, especialment en les majúscules.
- La corba de la "o" i la "d" minúscules és rectilínia d'una banda i corba per l'altre.

EXEMPLES: Fraktur.

#### X.e.: Fraktur-Varianten (Fractures variants)
ORIGEN: Aquest grup engloba les lletres fractures que no encaixen en cap dels grups anteriors.
EXEMPLES: Banko, Dom Casual, Balloon.

### Grup XI: Fremdle schriften (No llatines)
És un grup heterogeni en el qual s'inclouen totes les lletres de les escriptures no llatines: grec, hebreu, ciríl·lic, àrab, japonès…